# Équipe cycliste LKT
L'équipe cycliste LKT est une équipe cycliste féminine allemande créée en 2024. et évoluant depuis sa première saison sur le circuit continental UCI. L'équipe accompagne ses coureuses principalement sur la route.

## Histoire
À l'issue de la saison 2020, l'équipe masculine LKT Brandenburg, active depuis 2007, cesse ses activités. Le sponsor, LKT, et la région de Brandebourg, souhaitaient cependant continuer à s'engager dans le cyclisme. C'est pourquoi une nouvelle structure, féminine, est créée pour la saison 2024. Le projet d'équipe est alors porté par l'ancien directeur sportif adjoint de l'équipe masculine, et ancien champion du monde sur piste Steffen Blochwitz. La volonté est de construire une équipe professionnelle, axée sur la formation, pour faire le lien entre les équipes juniors et le très haut niveau.
L'équipe s'appuie notamment sur la structure de l'équipe de piste Track Team Brandenburg, qui a notamment révélé Pauline Grabosch, Emma Hinze et Lea Sophie Friedrich.
Le meilleur résultat de la saison 2024 est une 4e place au général du Tour de Feminin réalisé par Karoline Goldschmidt.
Pour la saison 2025, et après l'arrêt de l'équipe Maxx-Solar, LKT Team devient la seule équipe continentale allemande, si l'on excepte l'équipe Canyon//SRAM generation qui est la réserve de la WorldTeam Canyon//SRAM zondacrypto,.

## Encadrement de l'équipe
Le représentant de l'équipe auprès de l'UCI est Steffen Blochwitz.
En 2024, la direction sportive est assurée par Trixi Worrack, assistée de Stephanie Gaumnitz et Olaf Janson. Elle est remplacée à ce poste par Stephanie Gaumnitz pour la saison 2025, assistée d'Olaf Janson et de Karsten Keller.

## Classements UCI
| Classement UCI | Classement UCI         | Classement UCI                              | Classement UCI |
| Année          | Classement par équipes | Meilleure coureuse au classement individuel |                |
| -------------- | ---------------------- | ------------------------------------------- | -------------- |
| 2024           | 65e                    | Karoline Goldschmidt (806e)                 |                |
|                |                        |                                             |                |
| Source : UCI   |                        |                                             |                |

## LKT Team en 2025
Effectif
| Effectif 2025            | Effectif 2025     | Effectif 2025 | Effectif 2025                       |
| Cycliste                 | Date de naissance | Pays          | Équipe précédente                   |
| ------------------------ | ----------------- | ------------- | ----------------------------------- |
| Noemi Berliner           | 4 mai 1996        | Allemagne     |                                     |
| Karoline Goldschmidt     | 12 mai 2000       | Allemagne     | Team Stuttgart (2023)               |
| Pia Grünewald            | 25 février 2005   | Allemagne     |                                     |
| Nele Laing               | 13 février 1999   | Allemagne     | Maxx-Solar Rose Women Racing (2024) |
| Seana Littbarski-Gray    | 26 octobre 2005   | Allemagne     |                                     |
| Lena Charlotte Reißner   | 14 novembre 2000  | Allemagne     | One World (2023)                    |
| Janine Schneider         | 11 mars 1995      | Allemagne     | Embrace The World Cycling (2024)    |
| Olivia Schoppe           | 1 juin 2001       | Allemagne     | Maxx-Solar Rose Women Racing (2023) |
| Jette Simon              | 28 juillet 2004   | Allemagne     | Maxx-Solar Rose Women Racing (2024) |
| Victoria Stelling        | 5 septembre 2001  | Allemagne     | Team Stuttgart (2023)               |
| Mira Winkelhag           | 30 janvier 1999   | Allemagne     |                                     |
|                          |                   |               |                                     |
| Source : ProCyclingStats |                   |               |                                     |

Victoires
| Victoires | Victoires | Victoires | Victoires | Victoires | Victoires |
| Date      | Course    | Pays      | Classe    | Vainqueur |           |
| --------- | --------- | --------- | --------- | --------- | --------- |